# Financiële constructie
Een financiële constructie is een constructie die bestaat uit een combinatie van elkaar gekoppelde primaire financiële producten, die  in zijn totaliteit aan klanten worden aangeboden. In veel gevallen blijkt dat bekende financiële producten uit meerdere onderdelen bestaan (denk aan de verplichte levensverzekeringen bij een spaarhypotheek) en dus eigenlijk een financiële constructie betreffen.  
Een financiële constructie is in principe het raamwerk, waaruit een financieel product bestaat. Door meerdere financiële producten te koppelen wordt het mogelijk om de rendementen te vergroten, risico's te verkleinen of prijzen te drukken. Financiële constructies worden aangeboden door allerlei financiële instellingen. Sommige financiële constructies kunnen zeer risicovol zijn als er zich niet voorziene ontwikkelingen voordoen. Aan op het eerste gezicht gelijksoortige producten kunnen heel verschillende financiële constructies ten grondslag liggen.

## Voorbeelden
- Bij een betaalrekening is sprake van het door de rekeninghouder aanhouden van een (dagelijks opvraagbaar) tegoed bij de bank, waardoor de rekeninghouder niet het risico van verlies of diefstal van contant geld heeft. Tevens biedt de bank de rekeninghouder betaaldiensten aan: het kunnen ontvangen van bijschrijvingen op de rekening, en het doen van betalingen naar andere rekeninghouders. In veel gevallen zal het tegoed op die rekening tevens beschermd zijn door een depositogarantiestelsel. Reeds deze meest eenvoudige en bekende financiële dienst blijkt derhalve gecombineerd te zijn met een verzekering (die indirect door de rekeninghouder betaald wordt).
- Bij een groot aantal kredietvormen verschaft de kredietnemer enige vorm van onderpand, vaak in de vorm van een recht van hypotheek.
- Bij hypotheken is niet zelden sprake van (al dan niet verplichte) verzekeringen. In veel gevallen is sprake van een assurantiebeding: de hypotheekgever/geldlener is gehouden het onderpand te verzekeren; in de hypotheekakte is opgenomen dat in geval van het verloren gaan van het onderpand de uitkering van de verzekering aan de hypotheeknemer/financier zal worden gedaan. Een andere veel bij hypotheken voorkomende verzekering is die tegen het risico van overlijden van de geldnemer: die op diens leven gesloten levensverzekering keert dan, bij diens overlijden, een bedrag uit waarvan de hypothecaire schuld wordt afgelost.

Een voorbeeld van een meer complex financieel product is de aandelenlease: men leent geld dat wordt aangewend voor de aankoop van aandelen. Over de geldlening betaalt men rente, doch men hoopt op een hoger rendement op de aandelenportefeuille. 
Financiële constructies kunnen gebruikt worden om risico's te verkleinen (de hierboven genoemde bedingen bij hypotheken) doch ook om risico's aan te gaan of te vergroten (bijvoorbeeld bij de aandelenlease). 
Bij alle vormen van financiële producten is het wenselijk dat men zich, voor de aanschaf ervan, terdege van de mogelijke risico's vergewist. Hierbij wordt opgemerkt dat in sommige gevallen de werking ervan afhankelijk is van het gedrag van (soms zeer grillige) financiële markten. Aandelenlease-contracten zijn inmiddels berucht gebleken, en hebben tot een groot aantal rechtszaken geleid (zie aandelenlease-affaire).

## Financiële producten

### Primaire financiële producten
- Lening - Een schuld bekennen aan een geldverstrekker, er wordt dan een bedrag 'geleend' aan iets of iemand die hier behoefte aan heeft, tegen betaling van rente onder de voorwaarde dat dit wordt terugbetaald over een periode of in één keer.
- Krediet - Een schuld bekennen aan een geldschieter, er wordt dan een bedrag gereserveerd voor belening aan iets of iemand die hier behoefte aan heeft, tegen betaling van rente onder de voorwaarde dat dit wordt terugbetaald over een periode of in één keer, en dat er niet langer dan een bepaalde periode vol gebruik van wordt gemaakt.
- Deposito of spaarproduct - Een schuldbekentenis krijgen van een geldgenieter, er wordt dan een bedrag 'uitgeleend' aan iets of iemand die hier behoefte aan heeft, tegen betaling van rente onder de voorwaarde dat dit wordt terugbetaald over een periode of in één keer.
- Belegging - Is een Investering in Effecten waarbij enig risico wordt gelopen. Meestal obligaties of aandelen, maar ook andere beleggingen, zoals in vastgoed en meer exotische producten zijn mogelijk. (bijvoorbeeld kunstwerken)
- Levensverzekering - Een schuldbekentenis krijgen van een verzekeringsinstelling met als voorwaarde het wel of niet in leven zijn van een persoon, er wordt dan een bedrag aan koopsom of premie betaald in ruil voor een eenmalige uitkering bij het voldoen aan de voorwaarden.
- Verzekering - Schadeverzekering. Een schuldbekentenis krijgen van een verzekeringsinstelling met als voorwaarde het wel of niet beschadigen of verloren gaan van een object, er wordt dan een bedrag aan koopsom of maandpremie betaald in ruil voor een eenmalige uitkering bij het voldoen aan de voorwaarden.

### Financiële constructies (secundaire financiële producten)
Financiële constructies (secundaire financiële producten) zijn contracten of overeenkomsten, waar minimaal 1 primair financieel product in verwerkt zit.
- Hypothecaire lening - Een annuïteitenhypotheek, lineaire hypotheek en een spaarhypotheek zijn primaire hypotheekproducten, dit houdt in dat er vastgoed is als onderpand voor een lening bedoeld om het onderpand te kopen. Dit gebeurt door een recht van hypotheek te geven aan de geldverstrekker.
- Optie - Een contract waarmee tegen een bepaalde prijs een goed, bijvoorbeeld een aantal aandelen, gekocht of verkocht kan worden op een bepaald tijdstip.